# Per Hagman
Per Johan Hagman, född 12 oktober 1968 i Frösö församling i Jämtlands län, är en svensk författare.

## Biografi
Per Hagman växte upp som enda barnet i familjen i framförallt olika svenska småstäder som Östersund, Askersund, Skövde och Nässjö. Periodvis även i Afrika och då bland annat i det dåvarande Centralafrikanska kejsardömets huvudstad Bangui, under kejsar Bokassas regim. Sedan 2000-talet har han framförallt varit bosatt i Stockholm, Nice och på Marstrand.  
I sina romaner och sin poesi skildrar Hagman ofta samtida utanförskap, olycklig kärlek, unga eller enkla människors drömmar om ett annat, ibland glamourösare liv och möten mellan vilsna existenser i nattlivet på olika platser i och utanför Sverige. Ofta förekommer krogar som han själv arbetat på, eftersom han parallellt med författarskapet kontinuerligt försörjt sig inom restaurangbranschen och även som frilansskribent och DJ. Hans berättelser präglas av realism, om än ibland med plötsliga lyriska och sentimentala inslag. 
Han har varit inblandad i svartklubben Tritnaha (även känd som 69:an och Frihetsfronten) tillsammans med bland andra Mats Hinze (OS-bombaren), Christian Gergils och Johan Norberg, samt gjort musik tillsammans med Johan Skugge och Andreas Tilliander i discoelectrogruppen The Sabrina.
Hösten 2019 utgavs Naken som en psalm, som är ett kollage med teckningar, foton och texter från Hagmans trettioåriga författarskap. I samband med detta utkom även vinylskivan Mellan hjärta och disco EP. Tillsammans med Fredrik Strage genomfördes samtidigt tre utsålda scenframträdanden på Södra Teatern i Stockholm, där varje kväll vigdes åt vart och ett av de tre decennier som Hagman varit verksam. 
I april 2020 släpptes filmatiseringen av Hagmans bok Pool på bio, en skildring av trasiga och vackra människor i en glamorös miljö, regisserad av Anders Lennberg. Liksom boken utspelar sig filmen huvudsakligen på franska rivieran.
Hagman tilldelades år 2025 Samfundet De Nios Vinterpris.

### Romaner
- Cigarett (1991)
- Pool (1993)
- Volt (1994)
- När oskulder kysser (1997)
- Att komma hem ska vara en schlager (2004)
- Vänner för livet (2010)
- Allas älskare, ingens älskling (2017)
- Johannes och du (2024)

### Novell- och diktsamlingar
- Match (1996)
- Skugglegender (2000)
- Habibi (2004)
- Naken som en psalm (2019)